# 瑪拉諾亞區政府
瑪拉諾亞區（英語：Maranoa Region）是澳大利亞昆士蘭州的地方政府；2008年，由5個地方政府合併而成；轄境有58,830平方公里；2006年，人口有12,648人；所統籌的政府預算有澳幣4420萬。

## 區議會
區議會議席有8座，未分區選出；區長為直選。